# Antióquide (hija de Antíoco III el Grande)
Antióquide o Antióquida fue una princesa helenística de la dinastía Seléucida, y reina de Capadocia en la primera mitad del siglo II a. C.
Antióquide era hija del rey Antíoco III el Grande y de su mujer, Laódice. Algún tiempo antes de la guerra de su padre contra los romanos, se casó con el rey Ariarates IV de Capadocia, quien por tanto, apoyó a su suegro en la batalla de Magnesia (190 a. C.). Aun así, Antíoco III perdió la batalla. Antióquida dio un hijo a su marido, que fue llamado Mitrídates antes de su acceso al trono, y sucedió a su padre, como Ariarates V de Capadocia, y dos hijas, entre ellas Estratonice, que se casó primero con el rey Eumenes II de Pérgamo, y después con su hermano y sucesor, Atalo II Filadelfo.